# Apechoneura longicauda
Apechoneura longicauda är en stekelart som beskrevs av Joseph Kriechbaumer 1890. Apechoneura longicauda ingår i släktet Apechoneura och familjen brokparasitsteklar. Inga underarter finns listade i Catalogue of Life.